# França nos Jogos Olímpicos de Verão de 1976
A França participou dos Jogos Olímpicos de Verão de 1976 em Montreal, no Canadá.